# Neocordulia androgynis
Neocordulia androgynis – gatunek ważki z rodziny Synthemistidae. Występuje na terenie Ameryki Południowej; stwierdzony w następujących stanach południowo-wschodniej Brazylii: Santa Catarina, Parana, Minas Gerais i Mato Grosso do Sul.